# Tadeusz Kufel
Tadeusz Józef Kufel (ur. 26 września 1955 w Grucznie) – polski ekonomista, specjalizujący się w ekonometrii, prognozowaniu i symulacjach oraz statystyce.

## Życiorys
W 1974 roku ukończył Liceum Ogólnokształcące w Świeciu, następnie podjął studia ekonomiczne na Uniwersytecie Mikołaja Kopernika w Toruniu. Ukończył je w 1978 roku broniąc pracę magisterską przygotowaną pod kierunkiem Tadeusza Skąpskiego. Podjął pracę na Wydziale Nauk Ekonomicznych UMK. Stopień doktora nauk ekonomicznych uzyskał w 1988 roku na Wydziale Ekonomiczno-Socjologicznym Uniwersytetu Łódzkiego. Tematem jego rozprawy były Dynamiczne własności wybranych liniowych ekonometrycznych modeli gospodarki narodowej w świetle koncepcji modelowania zgodnego, a promotorem Zygmunt Zieliński. Stopień doktora habilitowanego uzyskał na UMK, w 2002 roku, na podstawie rozprawy Postulat zgodności w dynamicznych modelach ekonometrycznych. Tytuł profesora nauk ekonomicznych otrzymał w 2011 roku.
Od 2003 roku wprowadza do nauczania ekonometrii oprogramowanie open source Gretl, którego jest tłumaczem na język polski. 
Dodatkowo, w latach 1996–2002 wykładał w Wszechnicy Mazurskiej w Olecku. Od 2002 pracuje również w Wyższej Szkole Bankowej w Toruniu.
Członek Komitetu Statystyki i Ekonometrii Polskiej Akademii Nauk w kadencji 2007 – 2010, a wiceprzewodniczący w kadencjach 2011–2014, 2015–2019 oraz 2020–2023.  
Członek Zespołu Kierunków Studiów Ekonomicznych III kadencji Państwowej Komisji Akredytacyjnej w latach 2010–2011.  
Członek Zespołu działającego w ramach Nauk Społecznych w zakresie Nauk Ekonomicznych IV kadencji Polskiej Komisji Akredytacyjnej w latach 2012–2015.  
Członek Prezydium oraz Przewodniczący Zespołu nauk społecznych w zakresie nauk ekonomicznych V kadencji Polskiej Komisji Akredytacyjnej na lata 2016–2019.  
Ekspert Polskiej Komisji Akredytacyjnej na kadencję 2020–2023.  

## Wybrane publikacje
- Postulat zgodności w dynamicznych modelach ekonometrycznych (2002, ISBN 83-231-1396-3)
- Ekonometria: rozwiązywanie problemów z wykorzystaniem programu GRETL (WN PWN, 2004, ISBN 83-01-14284-7; wydanie 2, 2007, ISBN 978-83-01-15352; wydanie 3, 2011, ISBN 978-83-01-16513)
- Эконометрика. Решение задач с применением пакета программ GRETL, Москва, Горячая линия Телеком (2007, ISBN 5-93517-307-7)
- Ekonometryczna analiza cykliczności procesów gospodarczych o wysokiej częstotliwości obserwowania (2010, ISBN 978-83-231-2471-9)